# خانه امن است
خانه امن است فیلمی به کارگردانی  و نویسندگی ناصر رفایی ساختهٔ سال ۱۳۸۹ است.

## بازیگران
- حامد عسکری زاده
- کسری ابراهیمی
- رضا رحمت جیرده
- المیرا ژیان فر
- رامک مجد
- رویا حسینی